# 黑伯斯塔尔
黑伯斯塔尔（德語：Herbesthal，德語發音：[ˈhɛʁbəsˌtaːl]；普拉特迪茨方言：Herbestel）是比利时瓦隆大区列日省隆岑的一个村庄。19世纪末至20世纪初，这个位于普魯士王國与比利时王国边界的村庄因其火车站和邮局而在国际上闻名。